# Российский Оскаровский комитет
Российский Оскаровский комитет — коллегиальный совещательный орган, образованный при Национальной академии кинематографических искусств и наук России с целью определения, какой фильм из России будет выдвинут на соискание премии «Оскар» в номинации «Лучший фильм на иностранном языке». Комитет состоит из российских лауреатов и номинантов премии «Оскар», а также режиссёров и продюсеров, чьи фильмы получали главные призы фестивалей класса «А».
Выдвинутая картина только имеет право быть номинированной на награду за «Лучший фильм на иностранном языке». Но будет ли номинирована — зависит от решения Академии кинематографических искусств и наук США.

## История создания и развития
При Союзе кинематографистов СССР существовала комиссия по отбору фильмов на премию «Оскар». После распада СССР комиссия продолжала действовать под руководством режиссёра Элема Климова. После создания Национальной академии кинематографических искусств и наук в 2002 году функции выдвижения фильмов на «Оскар» были делегированы академии. Первый состав комитета состоял из членов президиума и правления академии, но в последующие годы был сформирован из режиссёров и продюсеров — лауреатов и номинантов «Оскара» и обладателей призов фестивалей класса «А».
В 2023 году продюсер Федор Попов заявил о том, что комитет останавливает свою работу из-за того, что сразу несколько членов комитета покинули организацию, а также из-за действия санкций, которые не позволяют российским фильмам полноценно конкурировать за кинонаграду.

## Методология выбора
Методология обсуждения, голосования и определения фильма-выдвиженца неизвестны. На заседания комитета не допускается пресса, по факту заседания определяется картина, которая представит Россию на «Оскаре». За непрозрачность процедуры комитет неоднократно критиковался, в частности в 2019 году это делал член комитета, режиссёр Алексей Учитель. Он упоминал, что многие участники даже не приходят на встречу, присылая представителей, которые приносят «записки с выбором фильма». Владимир Меньшов ответил, что работа комитета в реформировании не нуждается.

## Председатели комитета
- Владимир Меньшов (2002–2021)
- Павел Чухрай (2021–2022)[5]